# Matilde Zapata
Matilde Zapata Borrego (Sevilla, 30 de noviembre de 1906-Santander, 28 de mayo de 1938) fue una periodista española, directora del periódico La Región (distribuido en Santander) a partir  el asesinato de su marido, Luciano Malumbres, hasta el cierre del diario en 1937. Fue ejecutada por el bando sublevado durante la guerra civil española.

## Biografía
Nació el 30 de noviembre de 1906 en la ciudad andaluza de Sevilla, pero pronto se trasladó a Santander, debido a que su padre era conserje de la Escuela de Náutica. En su juventud fue presidenta del Grupo Infantil Socialista de Santander, para posteriormente militar en las Juventudes Socialistas.
Empezó a colaborar con el diario La Región cuando su marido se ocupó de la dirección, al instaurarse la II República. Tras el asesinato de Malumbres en junio de 1936, se convirtió en la directora del periódico hasta el cierre del mismo en 1937; debido a su ingreso en el Partido Comunista en 1937, se produjo una radicalización en las páginas del periódico. También desempeñó la función de auxiliar en la Biblioteca Municipal de Santander.
Cuando las tropas franquistas entraron en Santander se refugió en Asturias, donde hizo propaganda a favor del comunismo. Al intentar huir a Francia en barco, fue detenida por la flota «nacional». En Santander fue sometida a un consejo de guerra, por apoyar la causa marxista y arengar a las masas en la calle, que la condenó a muerte, siendo ejecutada el 28 de mayo de 1938.

## Homenajes y reconocimientos
En 2007 se recopilaron sus artículos en Las páginas femeninas de Matilde Zapata de José Ramón Saiz Viadero.
El 14 de abril (aniversario de la Segunda República) se le realiza un homenaje en el cementerio de Ciriego, donde está enterrada. En Santander tiene dedicada una calle. 
En la ciudad de Santander le fue concedida una calle en el año 2007 y en 2024 fue colocada la placa con el nombre de Matilde Zapata.